# Phytocoris cienega
Phytocoris cienega är en insektsart som beskrevs av Stonedahl 1988. Phytocoris cienega ingår i släktet Phytocoris och familjen ängsskinnbaggar. Inga underarter finns listade i Catalogue of Life.